# Psychotria vomensis
Psychotria vomensis är en måreväxtart som beskrevs av John Wynn Gillespie. Psychotria vomensis ingår i släktet Psychotria och familjen måreväxter. Inga underarter finns listade i Catalogue of Life.